# Melissa Leo

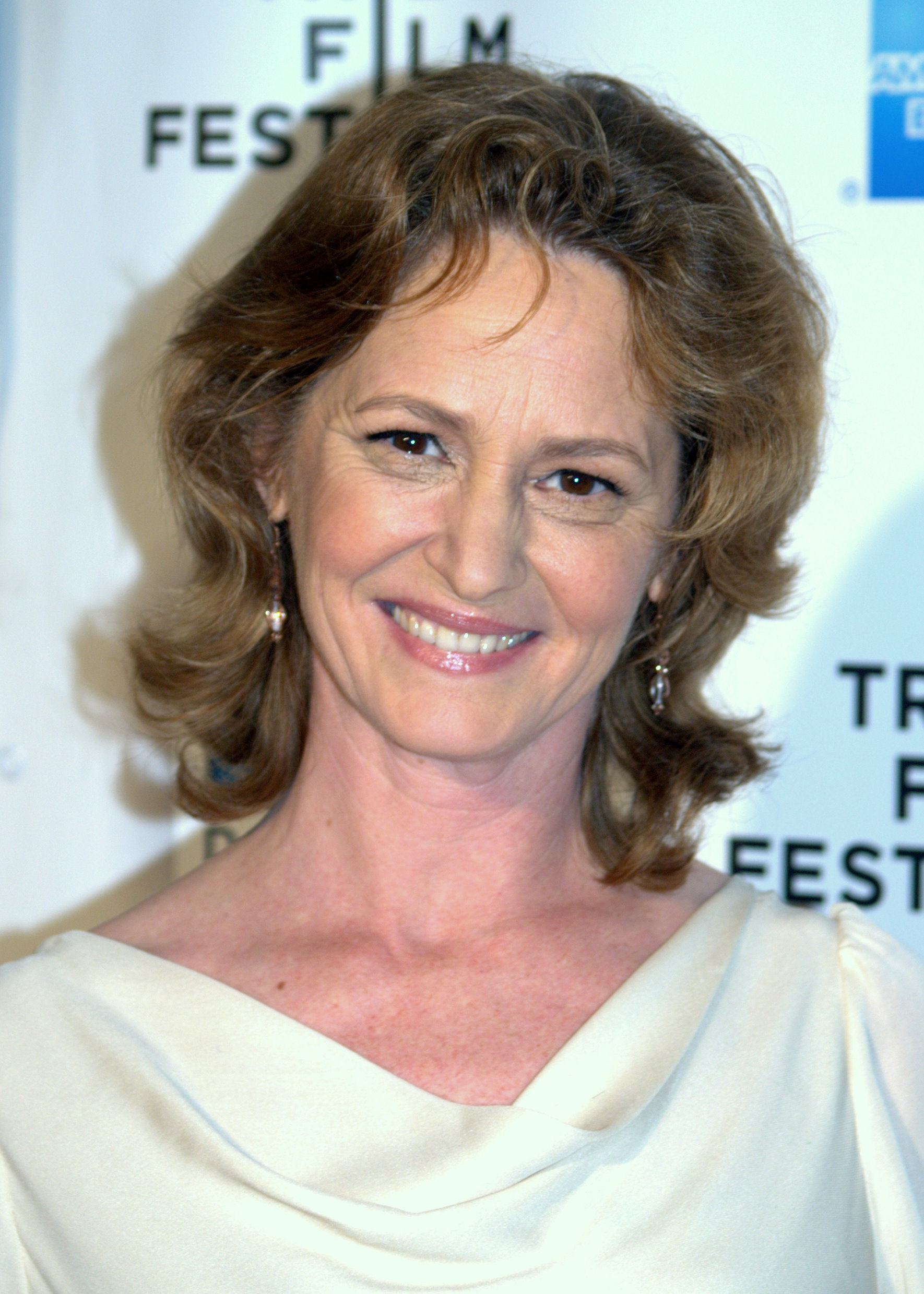
Melissa Leo beim Tribeca Film Festival 2009

Melissa Chessington Leo (* 14. September 1960 in New York City) ist eine US-amerikanische Schauspielerin. Seit Mitte der 1980er Jahre wirkte sie in über 80 Film- und Fernsehproduktionen mit, überwiegend in Dramen. Für ihre Nebenrolle in dem Spielfilm The Fighter (2010) wurde sie unter anderem mit einem Oscar und einem Golden Globe ausgezeichnet.

## Leben und Karriere

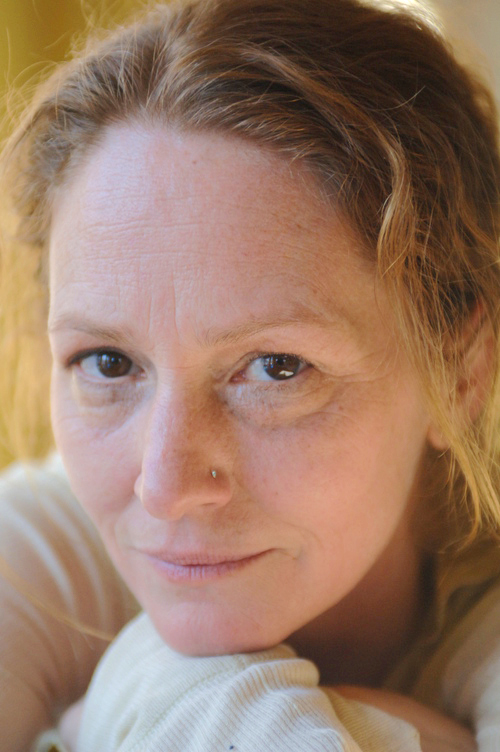
Leo auf dem Sundance Film Festival 2006

Melissa Leo studierte an der State University of New York, sie schloss ihr Studium jedoch nicht ab. Sie debütierte in einer Folge der Fernsehserie All My Children im Jahr 1984. Für diesen Auftritt war sie 1985 für einen Daytime Emmy nominiert. Im selben Jahr spielte sie im Filmdrama Für immer und ewig eine größere Rolle und übernahm im Thriller Streetwalkin’ – Auf den Straßen von Manhattan eine der Hauptrollen.
Von 1993 bis 1997 war Leo als Polizeiermittlerin Kay Howard in der Fernsehserie Homicide zu sehen. Die gleiche Rolle spielte sie auch 2000 in dem auf Grundlage der Serie entstandenen Fernsehfilm Homicide: The Movie. Als Ensemblemitglied des Filmdramas 21 Gramm mit Sean Penn, Naomi Watts, Benicio del Toro und Charlotte Gainsbourg erhielt sie 2004 einen Phoenix Film Critics Society Award. Für ihre Rolle im Filmdrama Three Burials – Die drei Begräbnisse des Melquiades Estrada von und mit Tommy Lee Jones wurde sie gemeinsam mit einigen anderen Beteiligten mit dem Western Heritage Award bedacht.
In Frozen River von 2008, der mit dem Großen Jurypreis des Sundance Film Festivals prämiert wurde, übernahm sie die Hauptrolle. Der Part einer alleinerziehenden Mutter, die aus Geldnöten zur Menschenschmugglerin an der US-amerikanisch-kanadischen Grenze wird, brachte ihr 2008 gemeinsam mit der Französin Tsilla Chelton (Pandora'nın kutusu – Pandora‘s Box) auf dem spanischen Festival Internacional de Cine de Donostia-San Sebastián den Preis als beste Darstellerin ein und ihre erste Oscar-Nominierung.
Erneutes Lob seitens der Kritiker erntete sie 2010 für ihre Darstellung der dominanten Mutter in David O. Russells Boxer-Drama The Fighter. Für diese Nebenrolle wurde Leo unter anderem mit einem Preis der Filmkritikervereinigung von New York sowie einem Oscar und einem Golden Globe ausgezeichnet.
Leo war mit ihrem Schauspielkollegen John Heard liiert. Aus der Beziehung ging ein Sohn hervor.

## Filmografie (Auswahl)
- 1984–1985: All My Children (Fernsehserie, 6 Folgen)
- 1985: Für immer und ewig (Always)
- 1985: Streetwalkin’ – Auf den Straßen von Manhattan (Streetwalkin’)
- 1986: Die Zunge des Todes (Deadtime Stories)
- 1988: A Time of Destiny
- 1989–1990: The Young Riders (Fernsehserie, 24 Folgen)
- 1992: Immaculate Conception
- 1992: Venice, Venice (Venice/Venice)
- 1993: Little Jo – Eine Frau unter Wölfen (The Ballad of Little Jo)
- 1993–1997: Homicide (Homicide: Life on the Street, Fernsehserie, 77 Folgen)
- 1995: Last Summer in the Hamptons
- 1999: The 24 Hour Woman
- 1999: Code of Ethics
- 2000: Homicide: The Movie (Fernsehfilm)
- 2000: Fear of Fiction
- 2003: 21 Gramm (21 Grams)
- 2005: Hide and Seek – Du kannst dich nicht verstecken (Hide and Seek)
- 2005: American Gun
- 2005: Three Burials – Die drei Begräbnisse des Melquiades Estrada (The Three Burials of Melquiades Estrada)
- 2006: Falling Objects
- 2007: Criminal Minds (Fernsehserie, Folge 2x13)
- 2007: Mr. Woodcock
- 2007: One Night
- 2007: The Cake Eaters
- 2008: Frozen River
- 2008: Alphabet Killer (The Alphabet Killer)
- 2009: Greta
- 2009: Veronika beschließt zu sterben (Veronika Decides To Die)
- 2009: Everybody’s Fine
- 2010–2013: Treme (Fernsehserie, 38 Folgen)
- 2010: Willkommen bei den Rileys (Welcome to the Rileys)
- 2010: The Dry Land
- 2010: The Space Between
- 2010: Betty Anne Waters (Conviction)
- 2010: The Fighter
- 2011: Red State
- 2011: Mildred Pierce (Miniserie)
- 2012: Francine
- 2012: Why Stop Now
- 2012: Flight
- 2013: Oblivion
- 2013: Olympus Has Fallen – Die Welt in Gefahr (Olympus Has Fallen)
- 2013: Nennt mich verrückt! (Call Me Crazy: A Five Film, Fernsehfilm)
- 2013: Prisoners
- 2013: Lang lebe Charlie Countryman (The Necessary Death of Charlie Countryman)
- 2014: The Equalizer
- 2014: The Angriest Man in Brooklyn
- 2015: The Big Short
- 2015–2016: Wayward Pines (Fernsehserie, 11 Folgen)
- 2016: London Has Fallen
- 2016: Der lange Weg (All the Way, Fernsehfilm)
- 2016: Snowden
- 2017: Novitiate
- 2017: Amerikas meistgehasste Frau (The Most Hated Woman In America)
- 2017–2018: I’m Dying Up Here (Fernsehserie)
- 2018: The Ashram
- 2018: Unlovable
- 2018: Furlough
- 2018: The Parting Glass
- 2018: The Equalizer 2
- 2020: I Know This Much Is True (Fernsehserie, 6 Folgen)
- 2021: Body Brokers
- 2021: Thunder Force
- 2021: Ida Red
- 2022: Measure of Revenge
- 2022: Allein mit dir (Alone Together)
- 2024: The Knife
- 2024: The Clean Up Crew
- 2024: King Ivory
- 2024: Long Gone Heroes
- 2025: Guns Up

## Auszeichnungen (Auswahl)
Oscar
- 2009: Nominierung als beste Hauptdarstellerin für Frozen River
- 2011: Beste Nebendarstellerin für The Fighter

Golden Globe Award
- 2011: Beste Nebendarstellerin für The Fighter